# الإيمان بالدين البهائي
يعلّم الدين البهائي أهمية الإيمان، ويستلزم ذلك قبول أن حكمة الله، كما ظهرت في أحد مظاهر الظهور الإلهي، لا يمكن إدراكها بالكامل ويجب الإيمان بها. وفقًا للمنظور البهائي، يجب أن يتناغم الإيمان مع العقل دائمًا.

## الروابط الخارجية
- السعي الأبدي إلى الله : مقدمة في الفلسفة الإلهية لعبد البهاء، تأليف جوليو سافي، جورج رونالد، الناشر 1989
- إضفاء الروحانية على الجماعة البهائية خطة للتدريس من قبل الجمعية الروحانية الوطنية للبهائيين في أيرلندا وأديب طاهر زاده ، 1982.
- العقل والكتابات البهائية - استخدام وإساءة استخدام المنطق والإقناع، بقلم إيان كلوج، 2001-09-02
- مفهوم الروحانية ، تأليف ويليام س. هاتشر، 1982.
- دراسة الأزمة البيئية ، بقلم كريس جونز، 2001
- نحو القضاء على التحيز الديني: مساهمات مسيحية محتملة من منظور بهائي، بقلم كريس جونز، ٢٠٠٤
- الإرادة والمعرفة والحب كما شرحها حضرة بهاءالله في كتابه "الوديان الأربعة" بقلم جوليو سافي (١٩٩٤)